# Tourisme au Luxembourg

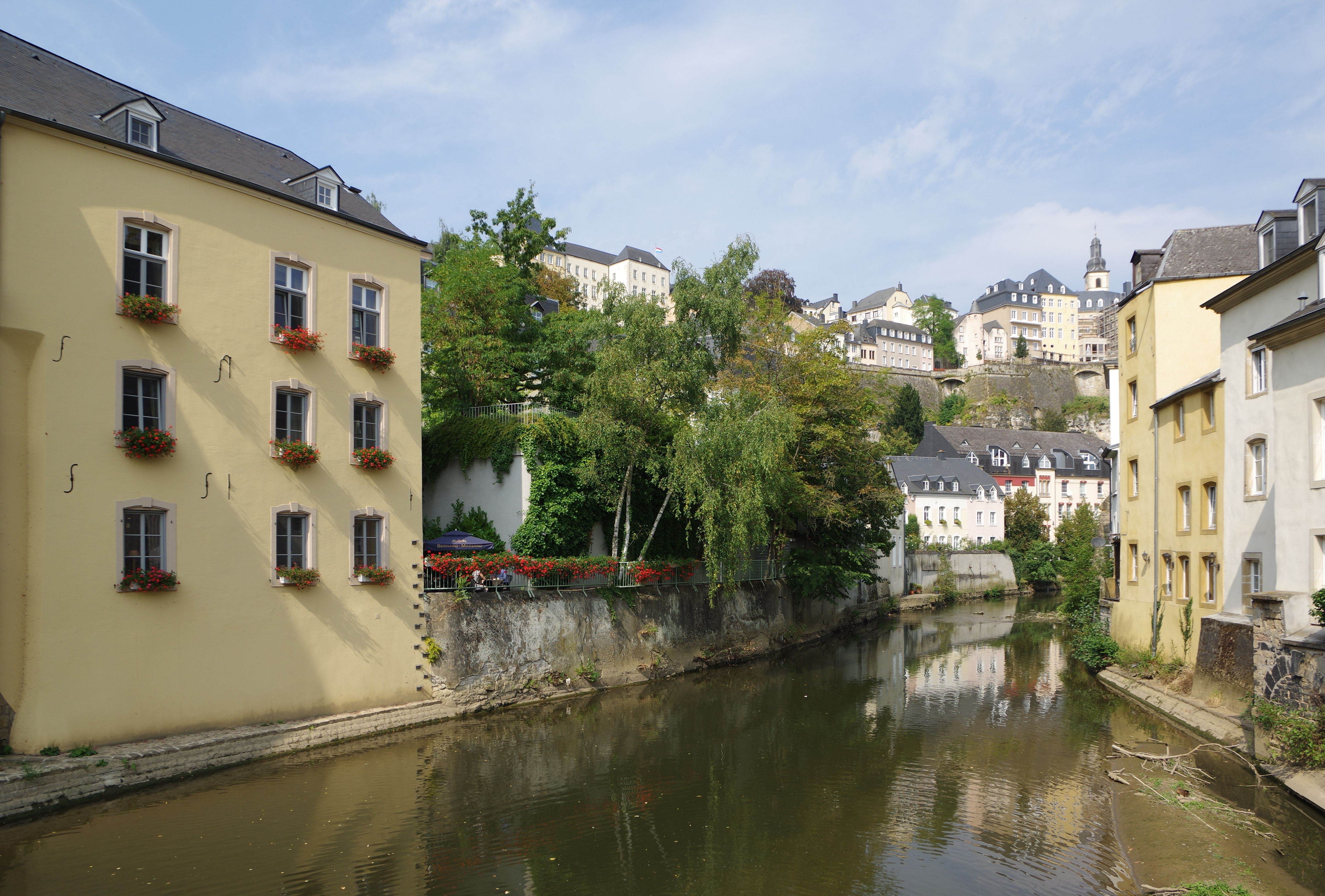
L’Alzette dans le quartier de Grund, dans la ville de Luxembourg

Le tourisme au Luxembourg est un secteur économique de ce pays. Le World Travel and Tourism Council (en) (WTTC) estime que la contribution directe et indirecte liée au secteur « voyages et tourisme » au PIB du Grand-Duché de Luxembourg a été de 6,5 % en 2013. WTTC estime par ailleurs qu'en 2013, 19 500 emplois étaient directement ou indirectement liés au secteur touristique.